# 自慢のバーベキュー
『自慢のバーベキュー』（原題：High Steaks）はトムとジェリーの短編作品の一つ。1962年1月1日公開。4:3標準サイズで製作された。演出はジーン・ダイッチ（Gene Deitch）。

## 作品内容
ある日の午後、トムの飼い主と思われる中年男性が鼻歌を歌いながらバーベキューを楽しんでいた。トムはそのお手伝いのような形で参加していたが、そこへジェリーが現れトムにちょっかいを出し始めたため、（ジェリーがバーベキューフォークでトムの尻を突いたのを皮切りに）両者の争いに発展。更に主人もその巻き添えを喰らってしまい、トムはその度に血圧が上昇し顔を真っ赤にした主人にどつき倒される羽目に。度重なる追いかけっこを繰り返した末、ジェリーは仕返しとして、炭に点火され熱せられたバーベキューコンロにトムの尻尾をフォークと網で挟む。それに気づいたトムは尻尾が抜けないため熱さに耐えられずやけど。挟まれた尻尾で熱いコンロを引きずって無我夢中で逃げ回り、ついにプールへ飛び込む。度重なる（トムとジェリー追いかけっこの）巻き添えを喰らい堪忍袋の緒が切れた主人は・トムをコンロ共々プールから引き揚げたのちボコボコにしてしばき上げ、台車（キャスター付きベッド）に縄で縛りつけ拘束。ジェリーはトムを台車ごと家から放り出し、通りすがりの車が赤信号で停まったのを見計らって台車の前脚を車の後部バンパーへ引っ掛けた。やがてトムはその車に台車ごと牽かれて行ってしまう。トムがいなくなったのを見届けたジェリーはようやく羽を伸ばしてバーベキュー肉を食べ、主人も（邪魔者のトムがいなくなったことに）安心して鼻歌を歌いながらバーベキューを楽しむのであった。
作品オープニングタイトルのバックでは・捕まえたジェリーをトムが肉焼き用の網に挟んで拘束し炭火で丸焼きにしているが、本編にそうした場面は一切出てきておらず、実際トムはジェリーに仕返しを喰らって逃げられたうえ・主人の邪魔も重ね酷い目に遭っている。

## 登場キャラクター
トム
主人の手伝いと周囲の見張り役として登場。邪魔するジェリーをバーベキューフォークで突いて一度は追い出したものの・すぐさま（自身の尻をバーベキューフォークで突いて）反撃してきたジェリーを捕まえようとして逃げられ、勢い余って主人の尻をフォークで突いてしまう（仕返しとして、主人より顔を肉焼き用の網で挟み潰された）。その後もジェリー捕獲失敗を繰り返して主人を巻き添えにしてしまい、ついにはジェリーの反撃により尻尾をバーベキューコンロへ挟まれやけど。食事中の折り畳みテーブルを壊してパラソル・食器類・食材を散乱させたり、食事していた主人を突き飛ばしたことに気づかず周囲が見えないまま・熱さに耐えかねてコンロを尻尾で引きずりながら無我夢中で逃げ回り、やがてコンロもろともプールへ飛び込む。プールから出ようとしても・尻尾を挟んだ重いコンロが底に沈んだため自力で這い上がれず、見かねた主人にコンロ共々引き揚げられた。その後、度重なる妨害行為に激怒し堪忍袋の緒が切れた主人からボコボコにしばき上げられたのち・縄で台車に縛り着けられ拘束。最後はジェリーに台車ごと追い出され、赤信号で停まった通りすがりの車に台車ごと牽かれ連れ去られてしまう（結局、バーベキューは食べられずじまいだった）。
ジェリー
バーベキューの匂いを嗅ぎ付け仲間に加わろうとして・当初はトムに追い出されるが、懲りずに自らもバーベキューフォークを持って反撃。「トムの尻をフォークで突く仕返し」に端を発した追いかけっこでトムに捕まりそうになるも巧みにかわし、結局はトムが主人の邪魔をする形となり酷い目に遭う。（焼いていたバーベキュー肉とコンロにコーラの炭酸泡をかけられ・炭火まで消される妨害を被った仕返しとして）瓶を振って突沸させたコーラをトムが無理矢理主人に飲まされている姿を見るとベッド下でからかい、やがて「熱せられたバーベキューコンロにトムの尻尾をフォークと網で挟みやけどを負わせる」仕返しでとどめを刺す。最後は度重なる妨害行為に激怒し（堪忍袋の緒が切れ）た主人に拘束されたトムを縛り付けた台車ごと追い出し、赤信号で停まった通りすがりの車に牽引させた。トムがいなくなると羽を伸ばしてバーベキュー肉を食べている。
主人
鼻歌を歌いながらバーベキューを楽しんでいる最中・トムとジェリーの追いかけっこに巻き込まれ、その度にジェリーに仕返しされ逃げられてしまうトムに邪魔されてしまい（フォークで尻を突かれる、網に跳ね返されたバドミントンシャトルが口元へ当たる、ジェリーが振って瓶の蓋を開けたコーラの炭酸泡突沸をトムが盾となって防げなかったため・コーラの泡が肉とコンロにかかり炭火も消されるなどの妨害を被り）、その都度トムを（顔を肉焼き用の網で挟み潰す・バドミントンラケットで頭を殴る・振って瓶の蓋を開け突沸させたコーラを無理矢理飲ませるなどして）しばき上げる。食事中も熱いバーベキューコンロに尻尾を挟まれて逃げ回るトムにぶつけられてテーブルとパラソルを壊され・食器類や食材も散らかされる妨害を被ってしまい、ついに堪忍袋の緒が切れて・プールから引き揚げたトムをボコボコにし台車へ縄で縛り着けて拘束する形で懲らしめた。トムが（ジェリーによって台車ごと追い出され・通りすがりの車に連れ去られたため）いなくなると、ようやく安心して鼻歌を歌いつつバーベキューを楽しんだ。
車の運転手
最後の場面でトムが縛り付けられた台車を牽引していくが、当人はそれに全く気づかず車を走らせている。

## 備考
この話は暴力的、動物虐待的な描写が多いため、カートゥーンネットワークでは殆ど放映されない。
トムとジェリーの中でも非常に評価が低い作品の1つである。